# Mariahilf
Der Bezirk Mariahilf entstand 1850 durch Eingemeindung von fünf ehemaligen Vorstädten als 5. Bezirk Wiens, wurde 1861 auf Grund der Teilung der Wieden zum 6. Bezirk und besteht seit 1862 nach Gebietsabtretungen an den nördlichen Nachbarbezirk Neubau. In seiner heutigen Größe besteht der Bezirk seit einer Grenzkorrektur 2009, bei der ein kleiner Teil des Naschmarkts vom 4. Bezirk abgetreten wurde, sodass sich der Markt nun zur Gänze auf dem Gebiet des 6. Bezirks befindet.

## Geographie

### Lage
Mariahilf wird folgendermaßen begrenzt:
- Norden: Neubau (7. Bezirk), Grenze: Mariahilfer Straße
- Osten: Innere Stadt (1. Bezirk), Grenze: Getreidemarkt (Zweierlinie)
- Süden: Meidling (12. Bezirk), Margareten (5. Bezirk) und Wieden (4. Bezirk), Grenze: Wienfluss, rechte Uferkante, bzw. Naschmarkt, Gehsteigkante zur Rechten Wienzeile
- Westen: Rudolfsheim-Fünfhaus (15. Bezirk), Grenze: Mariahilfer Gürtel und Gumpendorfer Gürtel

Mariahilf gehört zu den inneren Bezirken Wiens, zum erweiterten Stadtzentrum, und ist mit einer Fläche von 1,48 km² der zweitkleinste Wiener Gemeindebezirk. Er nimmt 0,36 % der Fläche Wiens ein. Der Bezirk gehört zu den am dichtesten verbauten Bezirken Wiens.

### Topographie
Das Gelände fällt zum Wienfluss und zur Inneren Stadt deutlich ab; der Höhenunterschied zwischen Mariahilfer Straße und Wienzeile beträgt fast 30 m, sodass der Bezirk neben dem Alsergrund eine der steilsten Topographien der inneren Bezirke aufweist. Zur Überbrückung der Höhenunterschiede wurden mehrere Stiegenanlagen in Mariahilf errichtet.

### Bezirksteile

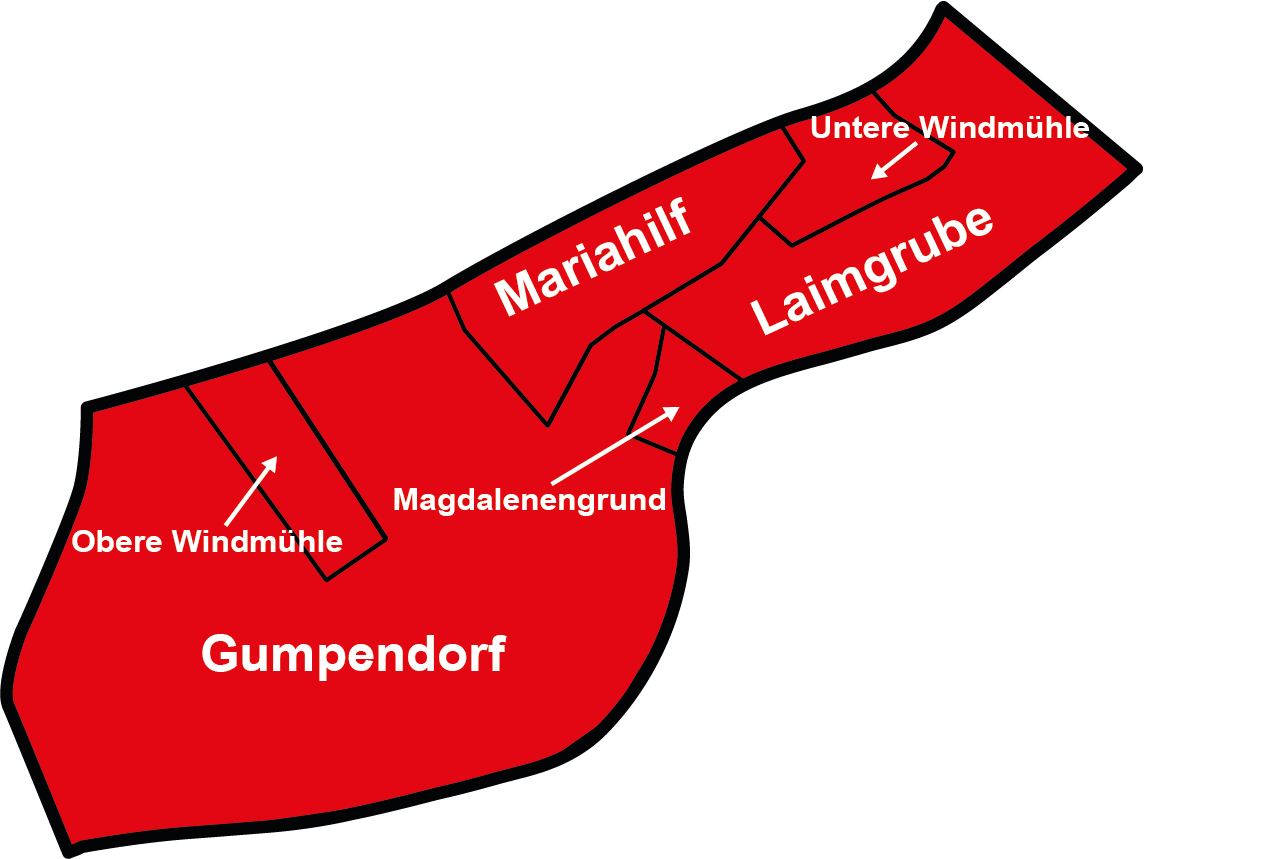
Bezirksteile von Mariahilf

Mariahilf wurde 1850 aus fünf Vorstädten gebildet, die den heutigen Bezirksteilen entsprechen. Dies sind:
- Gumpendorf
- Laimgrube
- Magdalenengrund
- Mariahilf
- Windmühle (Obere und Untere Windmühle)

Die nördlich der Mariahilfer Straße liegenden Teile der Laimgrube und des alten Ortes Mariahilf fielen 1862 an den Bezirk Neubau. Die östlichen Bezirksteile Laimgrube, Windmühle und – zu einem Teil – Mariahilf gehören zur Außenzone der Welterbestätte Historisches Zentrum von Wien.
Eine Gliederung des Bezirksgebiets besteht ferner in den Zählbezirken der amtlichen Statistik, in denen die Zählsprengel des Gemeindebezirks zusammengefasst sind. Die drei Zählbezirke in Mariahilf sind Laimgrube, Mollardgasse und Stumpergasse.

## Wappen

Mariahilfer Bezirkswappen

Das Bezirkswappen repräsentiert die fünf ehemals selbständigen Gemeinden, aus denen der Bezirk 1850 gebildet wurde.
- Der Herzschild steht für den Bezirksteil Mariahilf und zeigt ein braunes Schiff auf wogendem Meer mit silbernem Segel. Am Heck weht eine Fahne mit dem Doppeladler. Auf dem Schiff steht Don Juan de Austria in goldener Rüstung, der seinen Sieg über die Türken in der Seeschlacht von Lepanto der Hilfe der heiligen Maria verdanken soll.
- Der vom Betrachter aus gesehen linke (heraldisch rechte) obere Wappenteil repräsentiert den Bezirksteil Laimgrube. Er zeigt den heiligen Theobald in brauner Mönchkutte vor einem Altar mit Kruzifix, rechts steht eine Kirche. Das Wappen geht auf eine Kapelle zurück, die 1621 dem heiligen Theobald geweiht wurde.
- Der rechte obere Wappenteil steht für den Bezirksteil Windmühle. Er zeigt ebenfalls den heiligen Theobald, hier auf silbernem Grund im Bischofsornat. Links von ihm steht ebenfalls eine rot gedeckte Kirche.
- Der linke, untere Wappenteil symbolisiert den Bezirksteil Magdalenengrund. Die Namensgeberin des Bezirksteils, die heilige Maria Magdalena kniet vor silbernem Hintergrund unter dem Gekreuzigten zu ihrer Linken.
- Der rechte untere Wappenteil steht schließlich für den Bezirksteil Gumpendorf. Er zeigt auf schwarzem Untergrund eine eingebogene, goldene Spitze mit drei Lilien in gelber und schwarzer Farbe. Es ist das Wappen der Familie Muschinger, die im 16. Jahrhundert die Herrschaft in Gumpendorf innehatte.

## Geschichte

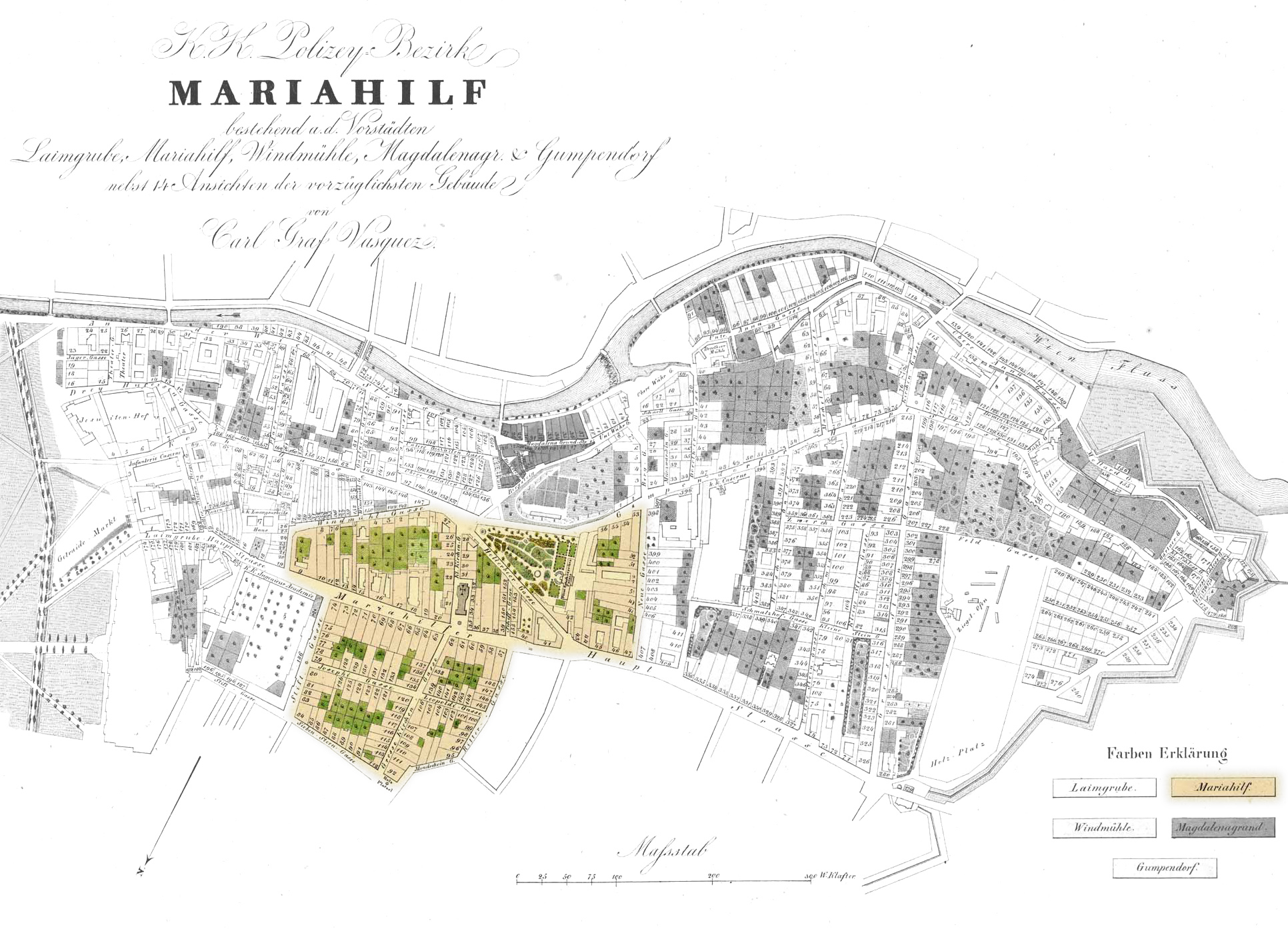
Mariahilf um 1830

Bereits rund 2.000 Jahre v. Chr. wurde das Wiental im Bereich von Gumpendorf von Indogermanen besiedelt, worauf archäologische Funde hindeuten. Während der Römischen Kaiserzeit errichteten die Römer in der heutigen Inneren Stadt zur Bewachung der Nordgrenze des Reiches ihr Militärlager Vindobona. Eine von dort nach Südwesten führende Straße entsprach einem Teil der heutigen Gumpendorfer Straße; dort entstanden um das Jahr 1000 erste mittelalterliche Siedlungen. An der Wienflussquerung der Römerstraße befand sich ein Wachturm.
Die Ortschaften Gumpendorf und Laimgrube wurden im 12. bzw. 13. Jahrhundert erstmals urkundlich erwähnt. Aufgrund der Lage am Wienfluss und des lehmigen Grundes waren Weinbau und Gewinnung von Lehm die wichtigsten Einnahmequellen der Bevölkerung. Die Erste Türkenbelagerung 1529 hinterließ zerstörte Klöster, Häuser und Weingärten, doch bald nach Abzug der Türken wurde – trotz eines Bauverbotes – mit dem Wiederaufbau begonnen. Auch die Zweite Türkenbelagerung 1683 brachte Verwüstung und Zerstörung über die Ortschaften. Der 1704 errichtete Linienwall sollte nun auch die sich zu Vorstädten entwickelnden Dörfer schützen.
Im 18. Jahrhundert setzte rege Bautätigkeit ein, im Zuge derer sich zahlreiche Handwerksbetriebe ansiedelten und auch Fabriken errichtet wurden. Gleichzeitig verlor die Landwirtschaft sukzessive an Bedeutung, da viele ehemalige Weingärten und Felder dem Bau von Gebäuden geopfert wurden.
Am 6. März 1850 wurden die fünf Vorstädte Gumpendorf, Mariahilf, Windmühle, Magdalenengrund und Laimgrube als 5. Bezirk mit dem Namen Mariahilf eingemeindet. Durch die Teilung der Wieden ab 1861 wurde Mariahilf zum 6. Bezirk. 1862 wurden die Teile nördlich der Mariahilfer Straße an den 7. Bezirk, Neubau, abgetreten.
Nach der Eingemeindung der Vorstädte begann mit kaiserlicher Genehmigung in der ehemaligen Bauverbotszone des Linienwalls der Bau der Gürtelstraße. Der Mariahilfer Gürtel wurde 1864 / 1869 amtlich so benannt, der Sechshauser Gürtel 1894. Der Gumpendorfer Gürtel folgte erst 1965, da er bis dahin nicht durchgehend befahrbar war. Der Linienwall, nach der 1892 vollzogenen Eingemeindung der Vororte außerhalb des Gürtels auch als Steuergrenze obsolet, wurde ab 1894 abgetragen. Das frei gewordene Areal wurde zur Verbreiterung des Gürtels und zur Verbauung genutzt.
Gegen Ende des 19. Jahrhunderts hatte sich Mariahilf zu einem wichtigen Geschäftsbezirk Wiens entwickelt. Die Mariahilfer Straße war eine bedeutende Einkaufsstraße geworden, die großen Warenhäuser befanden sich jedoch jenseits der Bezirksgrenze im 7. Bezirk, an der Nordseite der Straße. Auf Mariahilfer Seite prägten vorwiegend Klein- und Mittelbetriebe das Straßenbild.
1890–1907 bestand in der Kaunitzgasse ein Dampfkraftwerk, eines der ersten Elektrizitätswerke Wiens. Nach der Übernahme des vorerst privat betriebenen Kraftwerks durch die Gemeinde Wien wurde es stillgelegt und in ein Umspannwerk umgebaut.

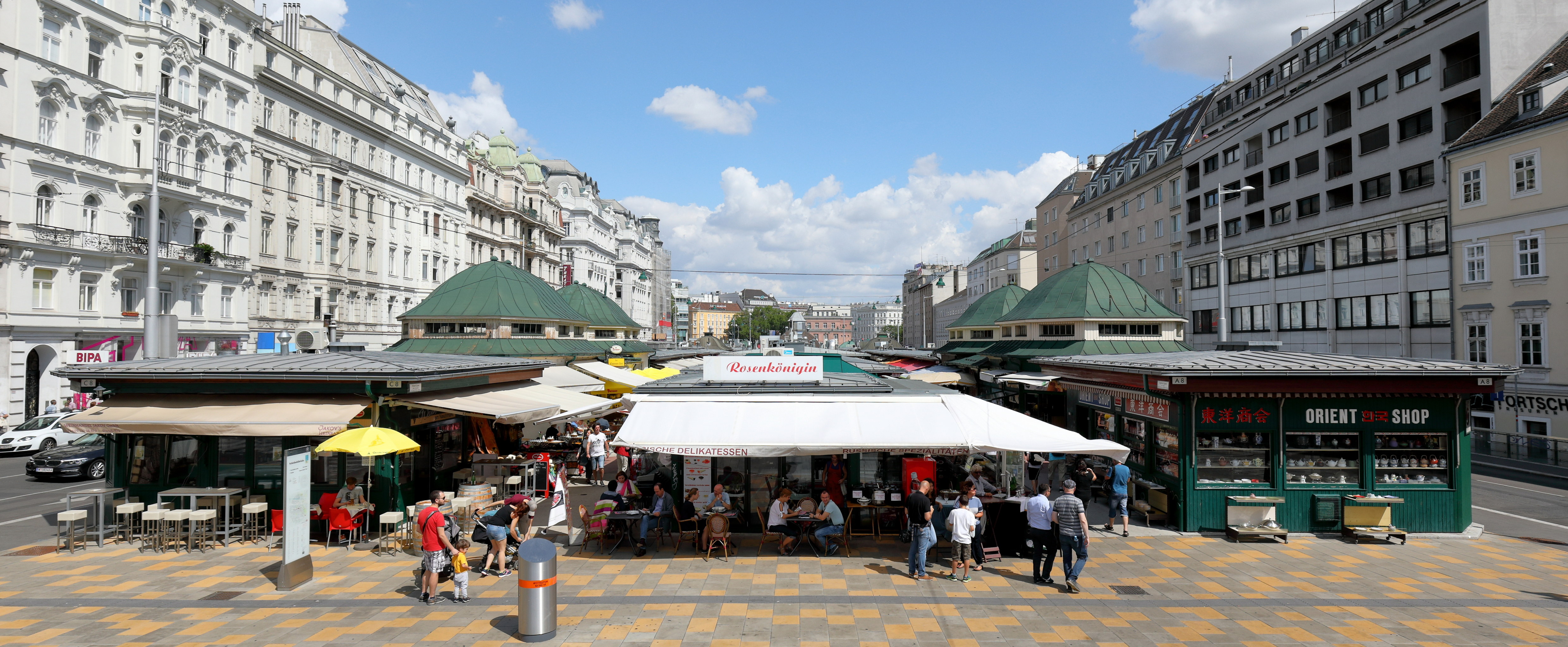
Naschmarkt: Die fixen Marktstände wurden zwischen 1910 und 1916 errichtet

1895–1899 wurde die südliche Bezirksgrenze durch die Wienflussregulierung stark verändert. Der zuvor mit bewachsenen Uferböschungen versehene Fluss, der bei Hochwasser über die Ufer treten konnte, erhielt ein gemauertes, im Bereich des Naschmarkts komplett eingewölbtes Bett (siehe auch: Linke Wienzeile). Am südlichen Ufer wurde als Tiefbahn die Untere Wientallinie der Wiener Dampfstadtbahn gebaut, die am 30. Juni 1899 eröffnet wurde und den Süden des Bezirks mit den Stationen Margaretengürtel, Pilgramgasse und Kettenbrückengasse (der Name erinnert an die anlässlich der Einwölbung abgetragene Wienflussbrücke) erschloss. Sie wurde 1925 von der Wiener Elektrischen Stadtbahn abgelöst, heute verkehrt hier die U4. An der westlichen Bezirksgrenze, dem Gürtel, wurde bis 1898 die Gürtellinie der Stadtbahn mit der Hochbahnstation Gumpendorfer Straße gebaut; heute verkehrt hier die U6.
1897 fuhr in Wien die erste elektrisch betriebene Straßenbahnlinie. Sie hatte eine ihrer beiden Endstationen im 6. Bezirk: in der Wallgasse gegenüber dem Westbahnhof. Sie verband diesen Bahnhof, das Stadtzentrum nördlich umrundend, mit drei weiteren Kopfbahnhöfen der Stadt; ihre andere Endstation war der Volksprater beim Praterstern (2. Bezirk). 1907 erhielt die Linie die Nummer 5. (Seit der letzten Erneuerung der Mariahilfer Straße befindet sich die „Schleife“ des „5ers“ nicht mehr im 6. Bezirk, sondern, unmittelbar angrenzend, im 7.)
Von 1907 an wohnte Adolf Hitler mehrere Jahre als Untermieter in Wien, unter anderem bei einer Tschechin in der Stumpergasse 31 in Mariahilf. 1931 kaufte die erstarkte Wiener NSDAP unter Alfred Frauenfeld drei Gassen weiter das Haus 6., Hirschengasse 25, richtete hier ihre Gauleitung ein und nannte es Adolf-Hitler-Haus.
Von 1938 an wurden jüdische Mariahilfer vom NS-Regime verfolgt, beraubt, vertrieben und ermordet. Auch politische Gegner, Roma und Sinti sowie Behinderte bzw. Homosexuelle waren dieser Verfolgung ausgesetzt. Zum Gedenken daran wurde im Jahr 2007 das Projekt „Erinnern für die Zukunft“ auf Initiative des Bezirksrats Kilian Franer ins Leben gerufen. Damit hat Mariahilf als einziger Bezirk Wiens bzw. als einzige „Gemeinde“ Österreichs flächendeckend Gedenkobjekte namentlich für alle Deportierten und Ermordeten, die hier ihren letzten Wohnort hatten, angebracht.
1943–1944 wurden zur Abwehr von Fliegerangriffen die Wiener Flaktürme erbaut, darunter der so genannte Leitturm im Esterházypark, von dem aus den auf dem zugehörigen Gefechtsturm in der Stiftskaserne (7. Bezirk) montierten Fliegerabwehrkanonen (daher die Abkürzung Flak) die Koordinaten der tunlichst zu treffenden Flugzeuge durchgegeben wurden. Im 2000 bis 2015 im Besitz der Stadt Wien gestandenen Turm ist das Haus des Meeres, der nunmehrige Eigentümer, untergebracht.
Im besetzten Nachkriegsösterreich zählte der 6. Bezirk 1945–1955 zum französischen Sektor. Die angrenzenden Bezirke waren sowjetisch (4.), britisch (5.) und US-amerikanisch (7.) besetzt.
Das Theater an der Wien hatte seit seiner Fertigstellung 1801 eine sehr wechselvolle Geschichte. 1805 fand hier die Welturaufführung der Oper „Fidelio“ von Ludwig van Beethoven statt. 1962 musste das Theater von der Stadt Wien angekauft werden, um es vor dem Abriss zu retten. Nachdem es lang die erste Musicalbühne der Stadt war, ist es seit dem Mozartjahr 2006 das „dritte Opernhaus“ Wiens.
An der Amerlingstraße in der Mitte des Bezirks befand sich über 270 Jahre lang das Gartenpalais Kaunitz bzw. Mariahilfer Gymnasium. Es wurde 1970 abgerissen und durch ein neues Schulgebäude ersetzt.
In den 1990er Jahren kam es noch zu zwei kleineren Änderungen bei den Bezirksgrenzen und zwar 1995 im Bereich des Gürtels betreffend den Grenzverlauf zum 15. Gemeindebezirk und 1996 im Bereich des Europaplatzes vor dem Westbahnhof, wo der 6., 7. und 15. Gemeindebezirk aufeinander treffen. Von beiden Grenzänderungen waren vor allem Verkehrsbauwerke betroffen, die Bezirkszugehörigkeit von Wohngebieten änderte sich nicht. 2009 fiel ein kleiner Teil des 4. Bezirks an Mariahilf, wodurch sich der Naschmarkt seither zur Gänze auf dem Gebiet des 6. Bezirks befindet.

## Bevölkerung
Bevölkerungsentwicklung
Quelle: Statistik.at

### Bevölkerungsentwicklung
Mariahilf war bereits nach seiner Gründung 1850 sehr dicht besiedelt, weshalb im Bezirksgebiet 1869 67.642 Einwohner lebten, ein Wert, der nie wieder übertroffen wurde. Bis vor Beginn des Ersten Weltkriegs sank die Bevölkerungszahl nur leicht und blieb weitgehend stabil. Nach dem Ersten Weltkrieg begann die Einwohnerzahl jedoch fast durchgehend zu sinken. Bedingt durch die steigenden Ansprüche auf Wohnraum verbunden mit Wohnungszusammenlegungen nahm die Einwohnerzahl von Mariahilf um mehr als die Hälfte ab. Bei der letzten Volkszählung 2001 erreichte die Bevölkerungszahl mit 27.867 ihren Tiefstand, steigt aber seither wieder leicht an. Zu Beginn des Jahres 2015 leben 30.910 Menschen in Mariahilf.

### Bevölkerungsstruktur
Die Altersstruktur der Mariahilfer Bevölkerung wich 2001 in mehreren Teilbereichen vom Wiener Durchschnitt ab. So lebten in Mariahilf weniger Kinder und mehr junge und jüngere Erwachsene als im Wiener Durchschnitt. Der Anteil der Bewohner unter 15 Jahren war 2001 mit 12,4 % unter dem Wiener Wert von 14,7 %. Die Bevölkerung im Alter von 20 bis 39 Jahren war in Mariahilf mit 34,4 % stärker über dem Wien-Durchschnitt von 30,9 %. Der Anteil der Bevölkerung im Alter von 60 oder mehr Jahren lag mit 19,2 % leicht unter dem Durchschnitt von 21,7 %. Die Geschlechterverteilung im Bezirksgebiet entsprach mit einem Anteil von 47,1 % Männern und 52,9 % Frauen dem Gemeindetrend, während die Mariahilfer mit 35,8 % gegenüber 41,2 % deutlich weniger oft verheiratet waren als die Durchschnittswiener.

### Herkunft und Sprache
Der Anteil der ausländischen Bezirkseinwohner lag 2005 bei 19,6 % (Wien: 18,7 %), und weist gegenüber 2001 (17,8 %) wie im gesamten Bundesland eine steigende Tendenz auf. Den höchsten Anteil der Ausländer stellten 2005 mit rund 3,6 % Anteil an der Bezirksbevölkerung Staatsbürger aus Serbien und Montenegro. Weitere 2,4 % waren deutsche, 1,5 % türkische, 1,3 % polnische und je 0,8 % kroatische oder bosnische Staatsbürger. Insgesamt waren 2001 26,6 % der Mariahilfer Bevölkerung nicht in Österreich geboren worden. 5,6 % sprachen daher als Umgangssprache Serbisch, 3,5 % Türkisch und 2,3 % Kroatisch.

### Religion
Das Religionsbekenntnis der Bevölkerung von Mariahilf wich bei der Volkszählung 2001 kaum vom Durchschnitt Wiens ab, lediglich der Anteil der Menschen mit römisch-katholischer oder islamischer Konfession lag etwas unter dem Durchschnitt. 2001 gaben 47,4 % der Bewohner an, der römisch-katholischen Kirche anzugehören (Wien: 49,2 %). Es gibt im Gemeindebezirk drei römisch-katholische Pfarren, die zum Stadtdekanat 6/7 gehören. 6,4 % der Bewohner waren islamischen Glaubens, 6,0 % gehörten der Orthodoxen Kirche an und 5,2 % waren evangelisch. 26,8 % der Bezirksbevölkerung gehörte keiner Religionsgemeinschaft an, 8,2 % hatten kein oder ein anderes Religionsbekenntnis angegeben.

## Politik
| Bezirksvorsteher seit 1945 | Bezirksvorsteher seit 1945 |
| -------------------------- | -------------------------- |
| Dr. Leder (unbekannt)      | 4/1945                     |
| Franz Löwner (SPÖ)         | 4/1945–1946                |
| Karl Bittner (ÖVP)         | 1946–1954                  |
| Rudolf Krammer (ÖVP)       | 1954–1969                  |
| Hubert Feilnreiter (SPÖ)   | 1969–1977                  |
| Werner Jank (SPÖ)          | 1977–1978                  |
| Franz Blauensteiner (ÖVP)  | 1978–1984                  |
| Kurt Pint (ÖVP)            | 1984–1997                  |
| Erich Achleitner (ÖVP)     | 1997–2001                  |
| Renate Kaufmann (SPÖ)      | 2001–2014                  |
| Markus Rumelhart (SPÖ)     | 2014–                      |

Der Bezirk Mariahilf war stets zwischen ÖVP und SPÖ umkämpft. Während die ÖVP nach dem Zweiten Weltkrieg bis 1969 die stimmenstärkste Partei war, wurde sie in diesem Jahr von der SPÖ abgelöst. Die SPÖ verlor jedoch bereits 1978 den Bezirksvorsteher an die stimmenstärkere ÖVP, die in der Folge die Wahlen dominieren konnte.
Durch den Einstieg der Grünen in die Bezirkspolitik in den späten 80er Jahren und das Antreten des Liberalen Forums (LIF) 1996 verloren ÖVP und SPÖ zusehends an Stimmen. Die ÖVP büßte auch bei den Wahlen 2001 massiv Stimmen ein. Die SPÖ konnte die Verluste von 1996 wieder wettmachen und wurde stimmenstärkste Partei, wodurch sie auch den Posten des Bezirksvorstehers zurückeroberte. Die Grünen landeten 2001 nur knapp hinter der ÖVP, das Liberale Forum erlitt schwere, die FPÖ starke Verluste.
Bei den Wahlen 2005 setzte sich der Trend fort. Die FPÖ büßte erneut stark an Stimmen ein, das Liberale Forum flog aus der Bezirksvertretung. Von den Stimmenverschiebungen profitierten SPÖ und Grüne, die beide stark zulegen konnten. Die Grünen überholten 2005 erstmals auch die ÖVP, die leichte Verluste einfuhr, und erreichten damit den Posten des Bezirksvorsteher-Stellvertreters.
Bei den Bezirksvertretungswahlen 2010 hatten Grüne und ÖVP starke Verluste einzustecken während SPÖ, FPÖ sowie BZÖ Prozentpunkte hinzugewannen.
Bei den Bezirksvertretungswahlen 2015 hatten die ÖVP absolute und die SPÖ prozentuelle Verluste hinzunehmen, während die NEOS den stärksten Stimmenzuwachs generierten. Weitere Gewinne konnten die FPÖ und die Grünen verzeichnen.
Bezirksvorsteher bleibt der 2014 angelobte Markus Rumelhart.
Bei den Bezirksvertretungswahlen 2020 konnte die SPÖ den ersten Platz festigen, die Grünen konnten nur leicht zugewinnen. Die ÖVP konnte von der FPÖ den dritten Platz zurückerobern. Zu den Wahlverlierern gehörten hingegen die NEOS, welche rund 0,2 Prozentpunkte verloren. Die FPÖ stürzte katastrophal ab.
| ← 2015Bezirksvertretungswahl in Wien Mariahilf (6.) 2020Vorläufiges Ergebnis mit Briefwahlkarten %403020100 37,2 (+3,3)30,4 (+0,6)3,6 (−11,2)14,9 (+3,3)7,1 (−0,2)3,8 (+1,7)3,1 (+2,5) SPÖGRÜNEFPÖÖVPNEOSLINKSfSonst.20152020Anmerkungen:f 2015 als Wien anders (ANDAS) kandidiert |

## Kultur und Sehenswürdigkeiten

### Sehenswürdigkeiten

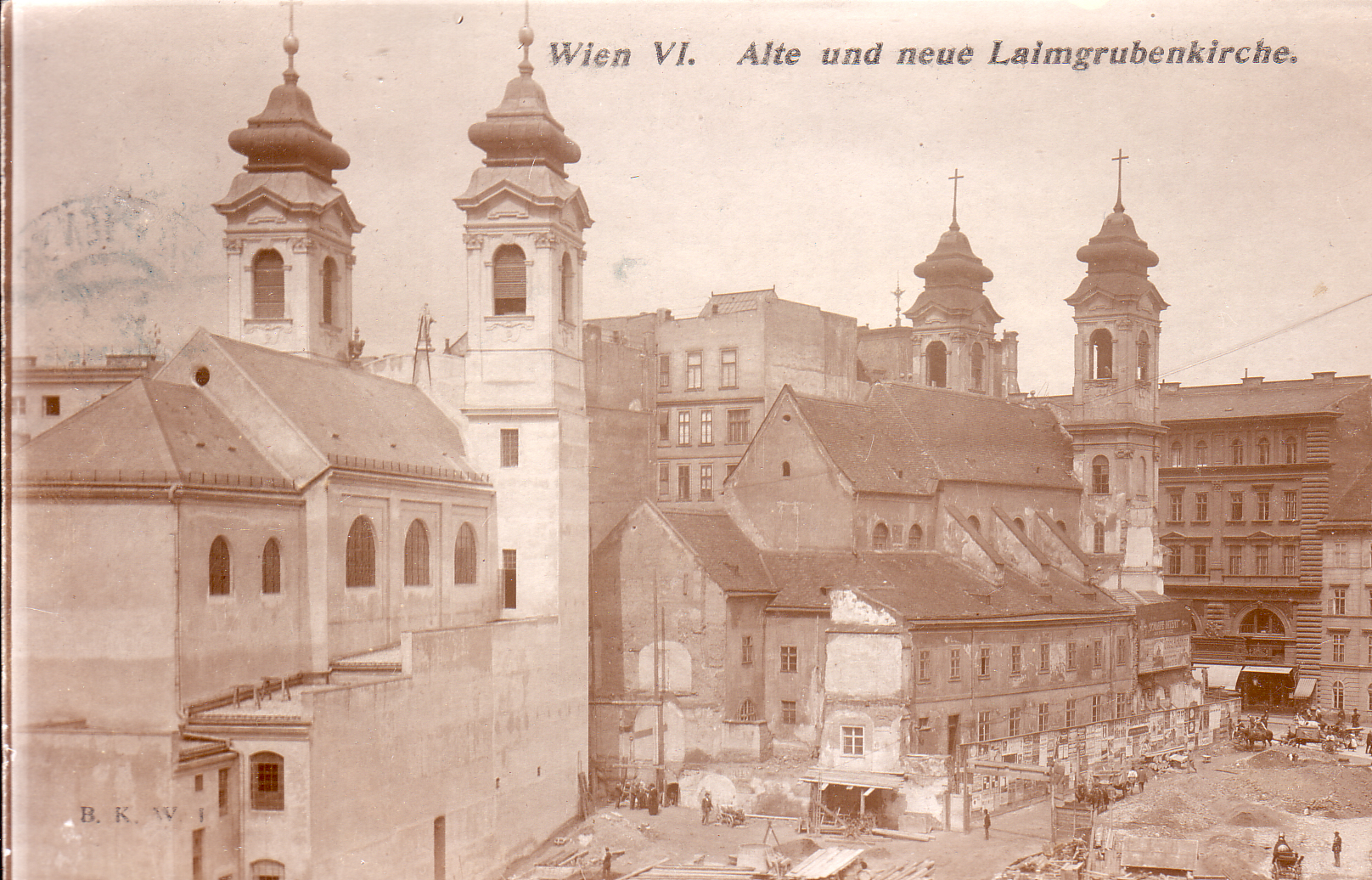
Alte und neue Laimgrubenkirche, um 1907

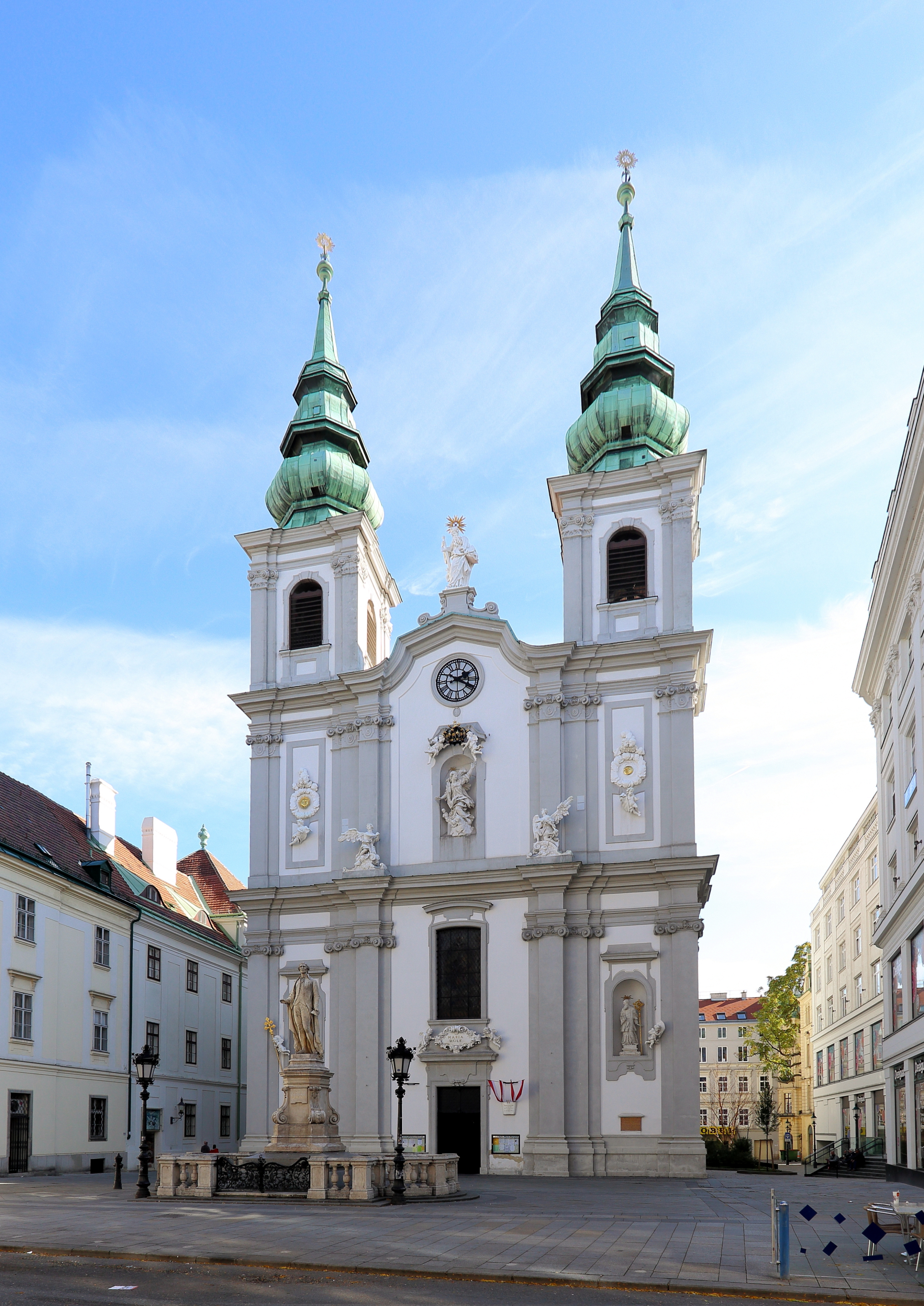
Mariahilfer Kirche

#### Kirchen
Die an der Mariahilfer Straße gelegene Mariahilfer Kirche beherbergt eine Kopie des Gnadenbildes Mariahilf von Lucas Cranach dem Älteren, auf das der Name des Bezirks zurückzuführen ist. In der Unterkirche befindet sich seit 1986 die Gruft, ein von der Caritas geleitetes Betreuungszentrum für Obdachlose.
Etwas abgelegen liegt die Laimgrubenkirche genannte St.-Josefs-Kirche. Sie wurde von 1906 bis 1907 aufgrund ihrer verkehrsbehindernden Lage von der Mariahilfer Straße in die Windmühlgasse „verlegt“, dabei wurde am neuen Standort eine Kopie der alten Kirche errichtet, und nach Übersiedlung der Innenausstattung wurde die ursprüngliche Kirche abgerissen.
Weitere Kirchen in Mariahilf sind unter anderem die bereits im 13. Jahrhundert urkundlich erwähnte Gumpendorfer Pfarrkirche (Ägidiuskirche) und die nach Plänen von Ludwig Förster und Theophil Hansen erbaute evangelische Gustav-Adolf-Kirche.
Das Gemeindehaus der ältesten Baptistengemeinde Österreichs befindet sich in der Mollardgasse (erbaut 1924).

#### Weitere Sehenswürdigkeiten

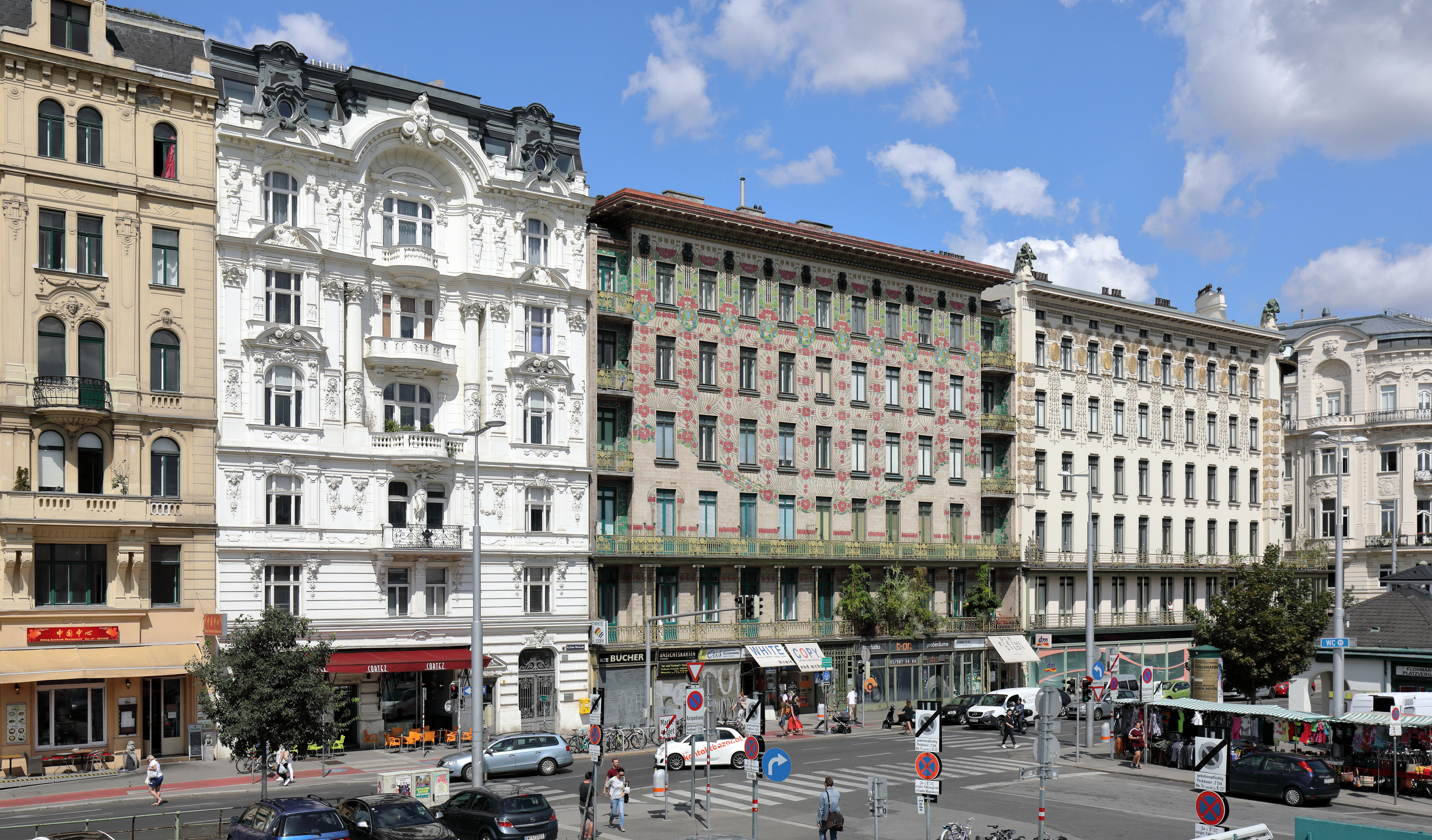
Linke Wienzeile mit den Wienzeilenhäuser von Otto Wagner

An der Linken Wienzeile 38 und 40 und in der Köstlergasse 1 und 3 befinden sich die so genannten Wienzeilenhäuser des Architekten Otto Wagner. Die drei 1899 fertiggestellten Wohnhäuser sind im Jugendstil gestaltet, Wagner hat das Haus in der Köstlergasse 3 zeitweise selbst bewohnt. Sehr modern und farbenfroh präsentiert sich das Arik-Brauer-Haus in der Gumpendorfer Straße. Dieses von Arik Brauer gestaltete und 1993 fertiggestellte Wohnhaus ist im Stil des Phantastischen Realismus gehalten.
Die von 1905 bis 1907 nach Entwürfen von Max Hegele im Jugendstil errichtete Fillgraderstiege zählt zu den architektonisch interessantesten Stiegenanlagen Wiens. Erwähnenswert sind auch die Rahlstiege mit dem Gänsemädchenbrunnen, die die Rahlgasse mit der Mariahilfer Straße verbindet, sowie der am anderen Ende der Rahlgasse gelegene Tiertränkebrunnen. In der Nähe der Rahlstiege befindet sich das 1877 nach Plänen von Gottfried Semper und Carl Hasenauer errichtete Semper-Depot, das ursprünglich als Bühnendepot für die Staatsoper und das Burgtheater fungierte und heute als Veranstaltungsort genutzt wird.
Ein Kino mit zwölf Sälen ist heute im ehemaligen Apollo-Theater in der Gumpendorfer Straße untergebracht. Der 1904 nach Entwürfen von Eduard Prandl errichtete Gebäudekomplex umfasste ein Theater, ein Hotel und drei Zinshäuser. 1929 eröffnete darin – an Stelle des Theaters – das Apollo Kino, das mit 1.500 Sitzplätzen neben dem Busch-Kino im Prater damals größte Wiener Lichtspieltheater.
Das in den 1880er Jahren errichtete Bernhard-Ludwig-Haus in der Münzwardeingasse 2 wurde von dem Kunsttischler Bernhard Hieronymus Ludwig beim Architekten Carl Langhammer in Auftrag gegeben. Das Gründerzeithaus steht mittlerweile unter Denkmalschutz.
Sehenswert sind auch die beiden „Durchhäuser“ (Häuser mit öffentlichem Durchgang durch Innenhöfe) Raimundhof und Schulhofpassage, das Beethoven-Haus, in dem Ludwig van Beethoven einige Monate wohnte, der Naschmarkt, die Hauptfeuerwache Mariahilf und die Türkenkugel, eine aus der Zeit der Zweiten Türkenbelagerung 1683 stammende Kanonenkugel, die 1969 bei Bauarbeiten entdeckt wurde und heute (als Nachbildung) – mit einer Gedenktafel und dem Relief „Türkischer Kanonier“ von Alois Lidauer versehen – in das Hauseck Morizgasse2/Linke Wienzeile 172 eingemauert ist.

### Theater

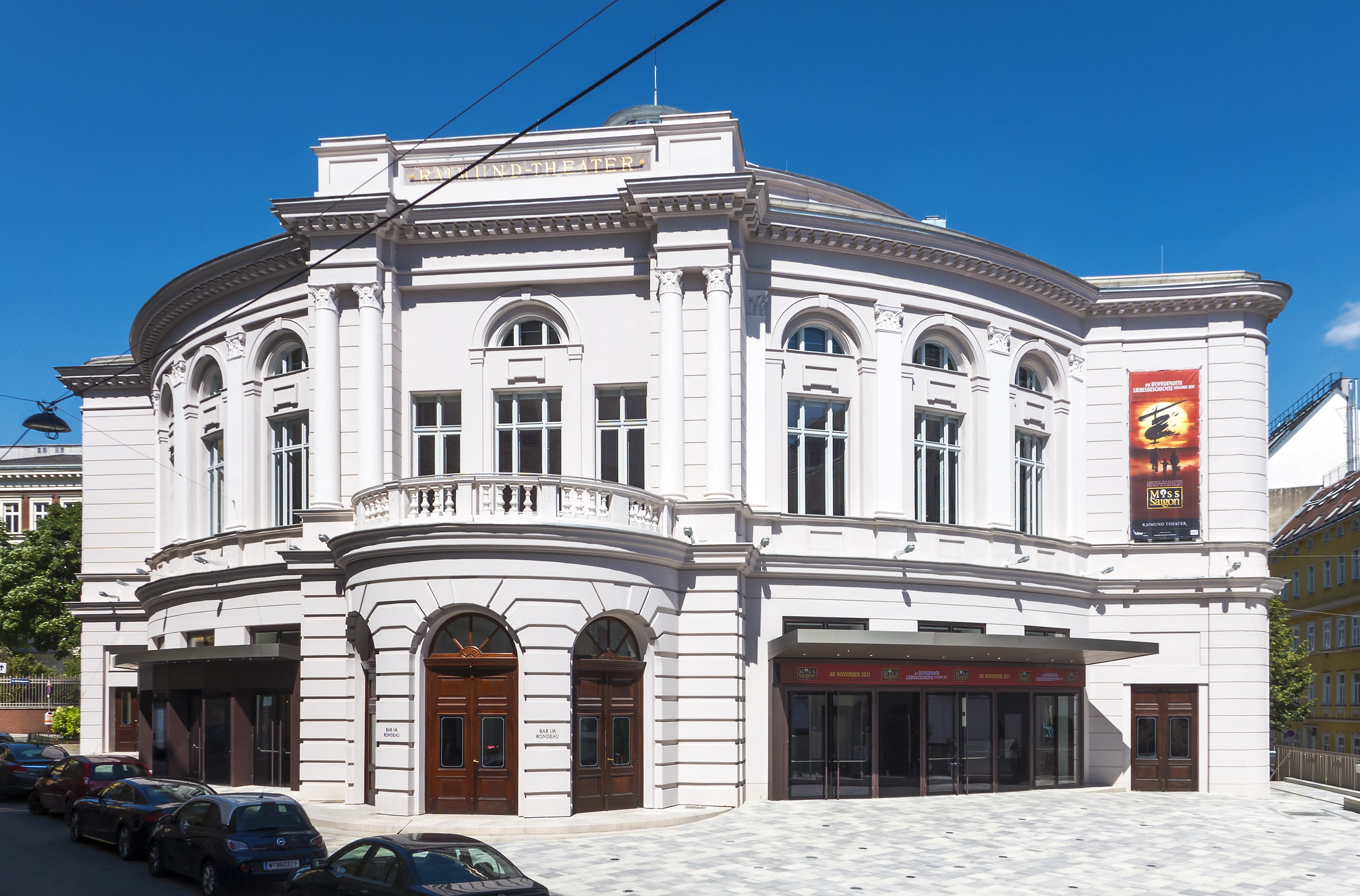
Raimund Theater

Das Theater an der Wien an der Linken Wienzeile wurde bereits 1801 errichtet und gehört heute dem Verbund der Vereinigten Bühnen Wien an. Ludwig van Beethoven wohnte 1803 und 1804 einige Zeit in dem Gebäude, woran bis vor einigen Jahren ein Gedenkzimmer erinnerte. In der Wallgasse am anderen Ende des Bezirks befindet sich das nach Ferdinand Raimund benannte Raimund Theater. Das Haus wurde Mitte der 1980er Jahre generalsaniert, gehört gleichfalls zu den Vereinigten Bühnen Wien und ist hauptsächlich Spielstätte für Musicals. Neben diesen beiden Bühnen gab es in Mariahilf als weitere bedeutende, dem unterhaltenden Musiktheater gewidmete Spielstätte das in der Gumpendorfer Straße gelegene ehemalige Apollo-Theater sowie eine ganze Reihe kleinerer Theater wie etwa das Theater Gruppe 80. Heute spielt in dessen ehemaligem Domizil das TAG (Theater an der Gumpendorfer Straße). Im eine Straße weiter gelegenen Bernhard-Ludwig-Haus ist das Theater Brett beheimatet.

### Museen
Das Bezirksmuseum Mariahilf in der Mollardgasse widmet sich unter anderem den Schwerpunkten Ratzenstadl (Magdalenengrund), Theater an der Wien und Palais Kaunitz-Esterhazy. Im selben Haus ist auch das Wiener Phonomuseum untergebracht, das sich mit der Geschichte der Phonographie befasst; ebenso das Glasmuseum Mariahilf. Ein ehemaliger Flakturm beherbergt das Haus des Meeres, zu dessen größten Attraktionen ein 2007 eröffnetes, 300.000 Liter fassendes Haibecken zählt.
Das in der Haydngasse gelegene Haydnhaus wurde vom Komponisten Joseph Haydn 1793 erworben und bis zu seinem Tod im Jahr 1809 bewohnt. Heute ist das Haus eine Außenstelle des Wien Museums. Weitere Mariahilfer Museen sind das Kaffeemuseum mit zahlreichen Exponaten zum Thema Kaffee und das Sanitärhistorische Museum.

### Parkanlagen

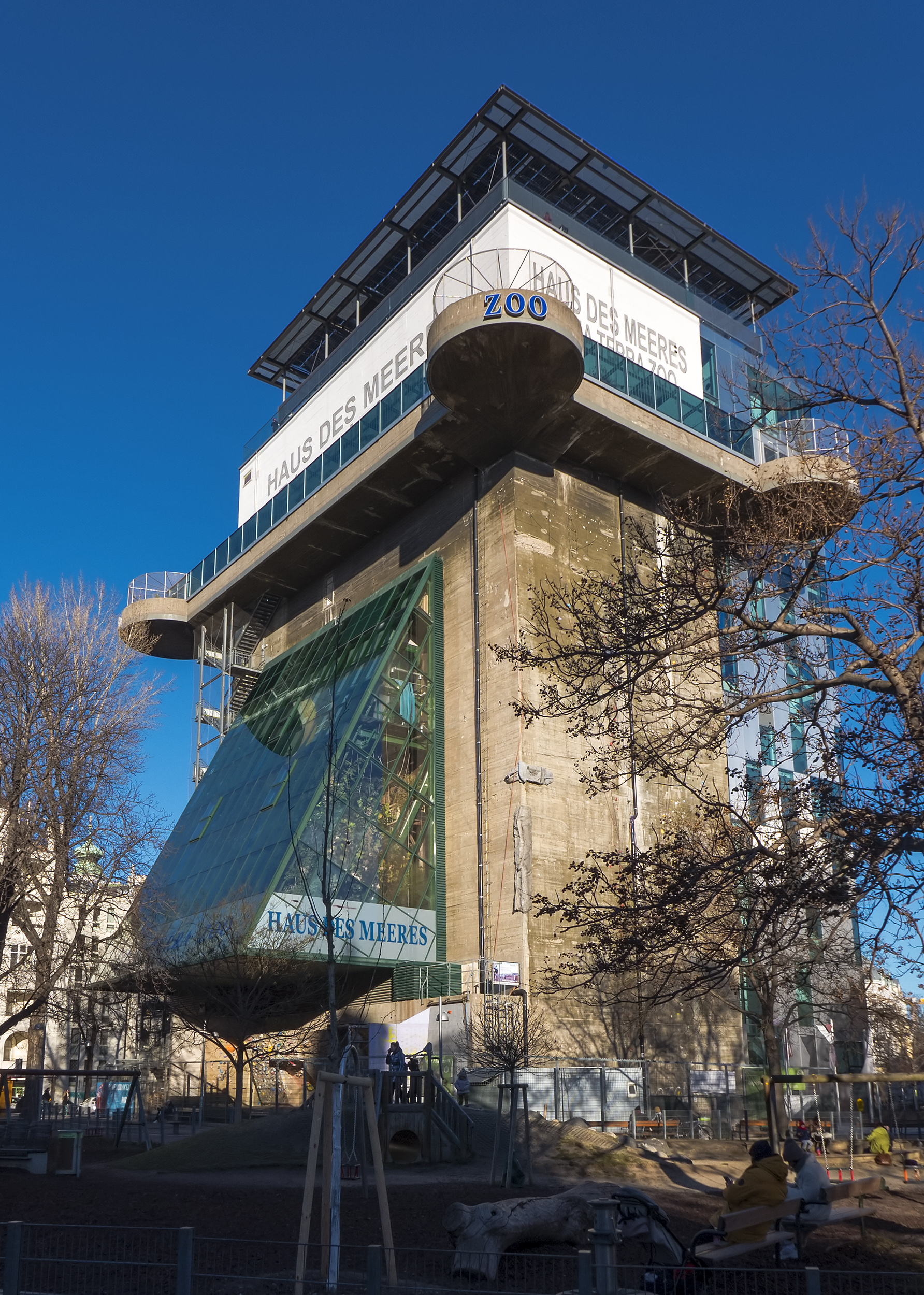
Das Haus des Meeres im Flakturm im Esterházypark

Siehe auch: Liste der Wiener Parks und Gartenanlagen/Mariahilf
Mariahilf verfügt über insgesamt elf Parkanlagen. Aufgrund der dichten Verbauung dieses Bezirks haben die meisten Parks Größen von lediglich einigen Hundert bis einige Tausend Quadratmeter. Darüber hinaus gibt es zahlreiche begrünte Innenhöfe, die jedoch größtenteils öffentlich nicht zugänglich und daher von Passanten kaum wahrnehmbar sind.
Der Esterházypark ist mit rund 10.400 Quadratmetern der größte Park Mariahilfs. Das markante und weithin sichtbare Wahrzeichen des Parks ist ein 1944 errichteter Flakturm, in dem sich heute das Haus des Meeres befindet. Der rund 9.000 m² große Alfred-Grünwald-Park wurde 1981 zwischen Linker Wienzeile und Gumpendorfer Straße angelegt. Der am Loquaiplatz gelegene Loquaipark wurde in verschiedene Bereiche gegliedert, so ist ein ruhiger, mit vielen Sitzplätzen ausgestatteter Teil vor allem für die Bewohner des angrenzenden Pensionistenhauses Mariahilf gedacht, während eine Fläche nahe einer Hauptschule den Bedürfnissen von Jugendlichen entgegenkommen soll. Ein weiterer Bereich mit Spielplatz ist für Kleinkinder vorgesehen.
Weitere kleinere Parkanlagen in Mariahilf sind unter anderem der am Gürtel gelegene Franz-Schwarz-Park (der ursprünglich wesentlich größer war und bis 1965 den inneren Gürtel blockierte), der vor allem als Spielplatz fungierende Helene-Heppe-Park und der einen Beachvolleyballplatz beherbergende Hubert-Marischka-Park.

## Bildung
In Mariahilf befindet sich neben dem Franz Schubert Konservatorium für Musik und darstellende Kunst die Zentralberufsschule für die Zweige Elektrotechnik, Informationstechnik, Metall- und Glastechnik sowie für Sanitär-, Heizungs- und Klimatechnik sowie das Institut für Höhere Studien.
Des Weiteren befinden sich Hörsäle und andere Einrichtungen der Technischen Universität Wien auf dem Bezirksgebiet.

## Infrastruktur

### Öffentlicher Personennahverkehr
Mariahilf wird durch drei Buslinien, zwei Straßenbahnlinien am Gürtel sowie die U2, U3, U4 und U6 der Wiener Linien erschlossen.
Durch den Bau der U5 wird die U2 zukünftig über die Station Neubaugasse und die Station Pilgramgasse Mariahilf Richtung Süden queren, während die U-Bahn-Linie 5 die Station Museumsquartier von der U2 übernehmen wird.

### Sicherheit
In Mariahilf sind zwei Polizeiinspektionen der Bundespolizei etabliert. Eine befindet sich in der Kopernikusgasse 1, die andere in der Stumpergasse 42. Organisatorisch gehören sie dem Stadtpolizeikommando Margareten an, welches für die Gemeindebezirke Wieden, Margareten und Mariahilf zuständig ist.

## Persönlichkeiten, die in Mariahilf geboren wurden oder hier wirkten
- Victor Adler (1852–1918), Begründer der Sozialdemokratischen Arbeiterpartei
- Ludwig Anzengruber (1839–1889), österreichischer Schriftsteller
- David Josef Bach (1874–1947), Musikschriftsteller und Journalist[14]
- Otto Bauer (1881–1938), österreichischer Politiker
- Ludwig van Beethoven (1770–1827), deutscher Komponist
- Elfi von Dassanowsky (1924–2007), österreichische Sängerin, Pianistin und Filmproduzentin
- Fanny Elssler (1810–1884), österreichische Tänzerin
- Selma Freud (1877– nach 1933), erste österreichische Frau, die in Wien in Physik promovierte, und Begründerin der Wiener Gemeinde der Heilsarmee
- Joseph Haydn (1732–1809), Komponist zur Zeit der Wiener Klassik
- Hermann Jessen (1869–1942),  österreichischer Opernsänger
- Arnold Köster (1896–1960), baptistischer Prediger
- Hans Krankl (* 1953), österreichischer Fußballspieler und Popsänger
- Carl Langhammer (1840–1906), österreichischer Architekt, der zahlreiche Bauten in Mariahilf entwarf
- Franz Lehár (1870–1948), österreichischer Komponist ungarischer Herkunft
- Siegfried Marcus (1831–1898), Mechaniker und Erfinder
- Karl Millöcker (1842–1899), österreichischer Operettenkomponist
- Karl Moering (1810–1870), österreichischer Offizier
- Vinzenz Muschinger (16. Jahrhundert–1628), Besitzer der Herrschaft Gumpendorf
- Oscar Pfeiffer (1824–1906), österreichisch-argentinischer Pianist und Komponist
- Ferdinand Raimund (1790–1836), österreichischer Schauspieler und Dramatiker
- Emanuel Schikaneder (1751–1812), Schauspieler, Sänger, Regisseur, Dichter und Theaterdirektor
- August Sicard von Sicardsburg (1813–1868), österreichischer Architekt
- Michael Thonet (1796–1871), erfolgreicher Möbeldesigner und -produzent
- Eduard van der Nüll (1812–1868), österreichischer Architekt
- Oskar Werner (1922–1984), österreichischer Film- und Bühnenschauspieler